# Чопедере
Чопедере (азерб. Çöpədərə) — село в Зангеланському районі Азербайджану.
Село розміщене за 11 км на південний захід від міста Міндживан та за 5 км на південний захід від села Вордуак, що підпорядковується сільраді Чопедере. 
22 жовтня 2020 було визволене Національною армією Азербайджану внаслідок поновлених бойових дій у Карабасі.